# Halliday (Dacota do Norte)
Halliday é uma cidade localizada no estado norte-americano de Dacota do Norte, no Condado de Dunn.

## Demografia
Segundo o censo norte-americano de 2000, a sua população era de 227 habitantes.
Em 2006, foi estimada uma população de 215, um decréscimo de 12 (-5.3%).

## Geografia
De acordo com o United States Census Bureau tem uma área de
1,2 km², dos quais 1,2 km² cobertos por terra e 0,0 km² cobertos por água. Halliday localiza-se a aproximadamente 624 m acima do nível do mar.

## Localidades na vizinhança
O diagrama seguinte representa as localidades num raio de 32 km ao redor de Halliday.